# HD72064
HD72064 — подвійна зоря. 
Дана подвійна система має видиму зоряну величину в смузі V приблизно 9,9.

## Подвійна зоря
Головна зоря цієї системи належить до хімічно пекулярних зір й має спектральний клас A5.
Інша компонента має  спектральний клас d.